# Ольга Сабо-Орбан
Ольга Сабо-Орбан (9 жовтня 1938 , Клуж-Напока  — 5 січня 2022 , Будапешт ) — румунська фехтувальниця на рапірах, срібна та бронзова призерка Олімпійських ігор, чемпіонка світу.

## Виступи на Олімпіадах
| Олімпіада     | Дисципліна           | Місце |
| ------------- | -------------------- | ----- |
| Мельбурн 1956 | індивідуальна рапіра | 2     |
| Рим 1960      | індивідуальна рапіра | 5     |
| Рим 1960      | командна рапіра      | 5     |
| Токіо 1964    | індивідуальна рапіра | 9     |
| Токіо 1964    | командна рапіра      | 5     |
| Мехіко 1968   | індивідуальна рапіра | 9     |
| Мехіко 1968   | командна рапіра      | 3     |
| Мюнхен 1972   | індивідуальна рапіра | 25    |
| Мюнхен 1972   | командна рапіра      | 3     |